# Тихи двобој (филм)
Тихи двобој је јапански филм снимљен 1949. у режији Акире Куросаве. 